# 1942 (игра)
1942 — аркадная компьютерная игра в жанре вертикального скролл-шутера, выпущенная фирмой Capcom на ряде платформ в 1984 году. Это была первая игра в 19XX серии, продолжающейся игрой 1943: The Battle of Midway.
Игровое действие происходит во время Второй мировой войны в Тихом Океане. Несмотря на то, что игра создана японской компанией, цель игры заключается в достижении американским тяжёлым истребителем города Токио и уничтожении японского военно-воздушного флота.
Первоначально игра была выпущена на аркадном автомате, затем была портирована на другие платформы: NES, ZX Spectrum, FM-7, MSX, NEC PC-8801, Windows Mobile Professional и Game Boy Color. Также игра вошла в сборник Capcom Classics Collection для Xbox и PlayStation 2 в 2005 году.
Мартин Бедард из Канады установил рекорд для этой игры, набрав 13,360,960 очков 19 ноября 2006 года.

## Игровой процесс
Игрок управляет истребителем P-38 «Лайтнинг», снося очередями выстрелов самолёты противника, которые появляются во всё большем количестве. Есть стандартное оружие — пулемёт с бесконечным боезарядом, а также ограниченное число «супероружия» — молний, которые поражают всех находящихся в пределах экрана врагов. Также имеется интересная возможность, которая редко использовалась впоследствии в подобных аркадах — уход в пике, что делает самолёт недоступным для огня противника.

## Оценки и мнения
| Иноязычные издания | Иноязычные издания | Иноязычные издания |
| Издание            | Оценка             | Оценка             |
| Издание            | Commodore 64       | NES                |
| ------------------ | ------------------ | ------------------ |
| Zzap!64            | 87 %               |                    |
| VideoGame          |                    | [ 2 ]              |